# Florestano I di Monaco
Florestano I di Monaco (Parigi, 10 ottobre 1785 – Parigi, 20 giugno 1856) fu principe sovrano di Monaco dal 1841 al 1856.

## Biografia

### Infanzia
Tancredi Florestano Ruggero Luigi era il secondo figlio del principe Onorato IV di Monaco e di Louise d'Aumont Mazzarino, e succedette al trono paterno alla morte del fratello Onorato V.

### Matrimonio

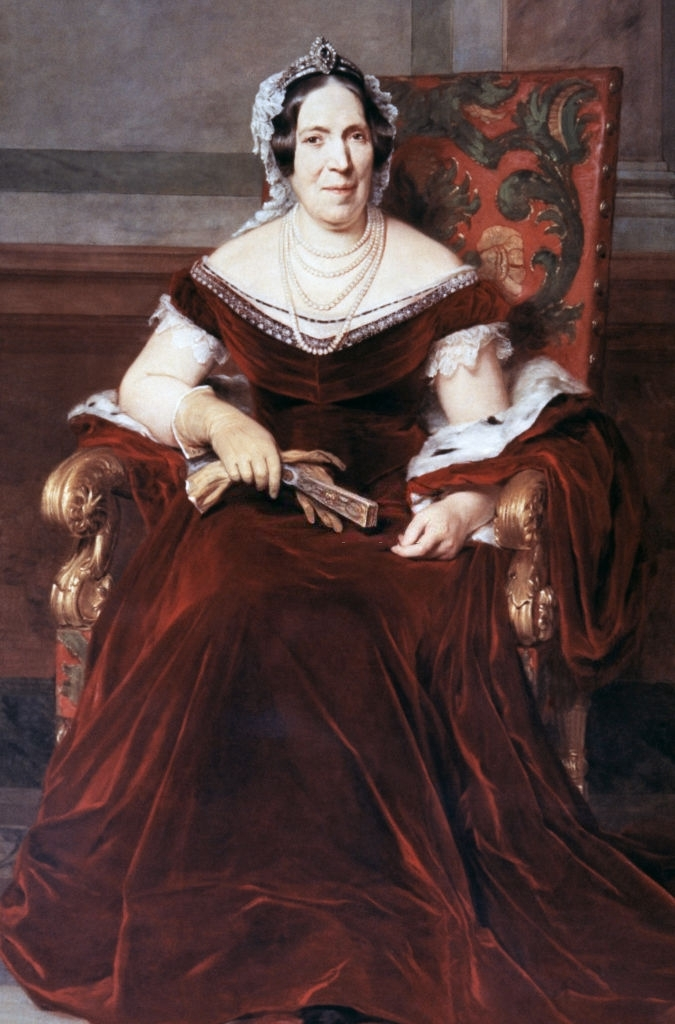
Maria Carolina Gibert de Lametz

Florestano non era mai stato preparato, vista la presenza del fratello maggiore, per dover un giorno assumere le redini del governo del principato: durante la sua giovinezza si iscrisse al "Theatre de l'Ambigu-Comique" dove conobbe quella che poi divenne sua moglie, l'attrice Maria Carolina Gibert de Lametz. Per nulla interessato alle azioni di governo, frequentò poco anche il Principato, prendendovi contatti sporadici e concentrandosi soprattutto sulla gaia vita parigina.

### Principe di Monaco

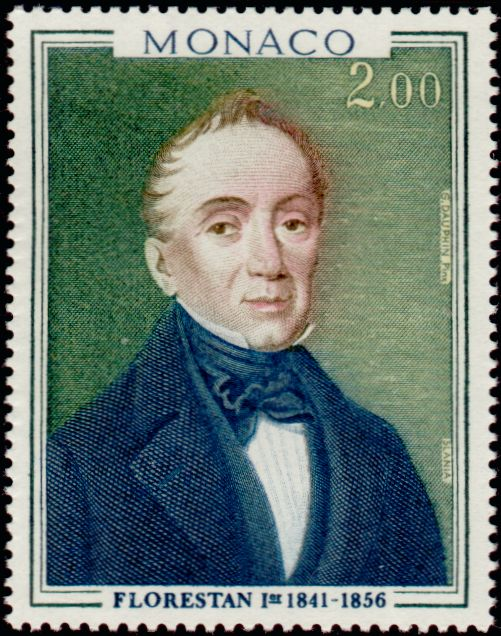
Florestano I, principe di Monaco

Quando però suo fratello Onorato V morì senza eredi, egli fu costretto ad assumere la corona del principato. La situazione ereditata non era delle più facili non solo per il carattere disinteressato del principe Florestano, ma anche per l'impopolarità della casata regnante, che si era inasprita a causa del pesante sistema di tassazione portato avanti da Onorato V. In questo clima di incertezze giocò un ruolo fondamentale la principessa consorte Maria Carolina, che prese energicamente le redini del governo, soprattutto nelle opere di riduzione del numero dei poveri. Florestano si occupò di migliorare l'istruzione dei bambini del principato dando luogo alla fondazione di diverse scuole e offrendo nuovo lavoro ai cittadini monegaschi.
Per diverso tempo Florestano fu in grado di far fronte alle condizioni economiche del Principato di Monaco, ponendosi sotto una nuova protezione, quella del Regno di Sardegna, e garantendosi il supporto regionale della Francia. Il Principe, inoltre, si accordò per la concessione di due costituzioni, ma la popolazione si rifiutò, soprattutto quella di Mentone. Quando videro il loro potere venir meno, i sovrani abdicarono in favore del figlio Carlo.
Questa riforma avvenne tuttavia troppo tardi. Incoraggiate dagli eventi del 1848, le città di Mentone e Roccabruna si rivoltarono dichiarandosi indipendenti. Esse erano intenzionate ad unirsi al Regno di Sardegna, ma questo non accadde, e le città rimasero in una sorta di "limbo politico" sino al 1861 quando Carlo III le cedette alla Francia.

### Morte

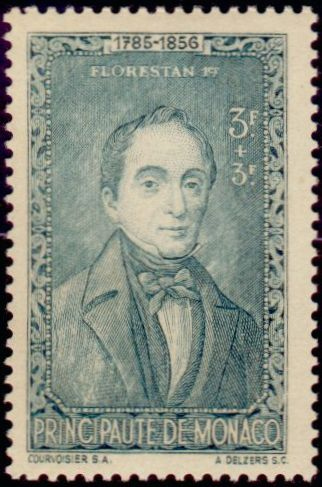
Florestano Grimaldi in un francobollo

Malgrado le buone intenzioni di Florestano, alla sua morte nel 1856, Monaco si presentava come un paese diviso sotto molti aspetti per la prosperità finanziaria; egli demandò ai propri eredi il compito di rimediare alla situazione.

## Discendenza
Florestano e Maria Carolina Gibert de Lametz ebbero i seguenti eredi:
- Carlo (1818-1889).
- Florestina Gabriella Antonietta (22 ottobre 1833 - 4 aprile 1897 Stoccarda). Sposò il duca Guglielmo di Urach e fu madre di Guglielmo, che regnò per diversi mesi come re in Lituania, col nome di Mindaugas II.

## Ascendenza
|                                        |                                       |                                                        | Genitori                                              |  |  | Nonni |  |  | Bisnonni            |  |  | Trisnonni                     |  |
|                                        |                                       |                                                        |                                                       |  |  |       |  |  | Giacomo I di Monaco |  |  | Jacques III Goyon de Matignon |  |
|                                        |                                       |                                                        |                                                       |  |  |       |  |  | Giacomo I di Monaco |  |  | Jacques III Goyon de Matignon |  |
|                                        |                                       | Charlotte Goyon de Matignon-Torigni                    |                                                       |  |  |       |  |  | Giacomo I di Monaco |  |  |                               |  |
| Onorato III di Monaco                  |                                       |                                                        |                                                       |  |  |       |  |  | Giacomo I di Monaco |  |  |                               |  |
|                                        |                                       | Luisa Ippolita di Monaco                               | Antonio I di Monaco                                   |  |  |       |  |  |                     |  |  |                               |  |
|                                        |                                       | Luisa Ippolita di Monaco                               | Antonio I di Monaco                                   |  |  |       |  |  |                     |  |  |                               |  |
|                                        |                                       | Luisa Ippolita di Monaco                               | Maria di Lorena                                       |  |  |       |  |  |                     |  |  |                               |  |
| Onorato IV di Monaco                   |                                       | Luisa Ippolita di Monaco                               |                                                       |  |  |       |  |  |                     |  |  |                               |  |
|                                        |                                       | Giuseppe Maria Brignole Sale, VII marchese di Groppoli | Anton Giulio II Brignole Sale, V marchese di Groppoli |  |  |       |  |  |                     |  |  |                               |  |
|                                        |                                       | Giuseppe Maria Brignole Sale, VII marchese di Groppoli | Anton Giulio II Brignole Sale, V marchese di Groppoli |  |  |       |  |  |                     |  |  |                               |  |
|                                        |                                       | Giuseppe Maria Brignole Sale, VII marchese di Groppoli | Isabella Brignole Sale                                |  |  |       |  |  |                     |  |  |                               |  |
| Maria Caterina Brignole Sale           |                                       | Giuseppe Maria Brignole Sale, VII marchese di Groppoli |                                                       |  |  |       |  |  |                     |  |  |                               |  |
|                                        |                                       | Maria Anna Balbi                                       | Francesco Maria Balbi                                 |  |  |       |  |  |                     |  |  |                               |  |
|                                        |                                       | Maria Anna Balbi                                       | Francesco Maria Balbi                                 |  |  |       |  |  |                     |  |  |                               |  |
|                                        |                                       | Maria Anna Balbi                                       | Maria Clarice Durazzo                                 |  |  |       |  |  |                     |  |  |                               |  |
| Florestano I di Monaco                 |                                       | Maria Anna Balbi                                       |                                                       |  |  |       |  |  |                     |  |  |                               |  |
|                                        | Louis Marie d'Aumont, V duca d'Aumont | Louis Marie d'Aumont, IV duca d'Aumont                 |                                                       |  |  |       |  |  |                     |  |  |                               |  |
|                                        | Louis Marie d'Aumont, V duca d'Aumont | Louis Marie d'Aumont, IV duca d'Aumont                 |                                                       |  |  |       |  |  |                     |  |  |                               |  |
|                                        | Louis Marie d'Aumont, V duca d'Aumont | Catherine de Guiscard                                  |                                                       |  |  |       |  |  |                     |  |  |                               |  |
| Louis Marie d'Aumont, VI duca d'Aumont | Louis Marie d'Aumont, V duca d'Aumont |                                                        |                                                       |  |  |       |  |  |                     |  |  |                               |  |
|                                        |                                       | Victoire Félicité de Durfort                           | Jean Baptiste de Durfort, III duca di Durfort         |  |  |       |  |  |                     |  |  |                               |  |
|                                        |                                       | Victoire Félicité de Durfort                           | Jean Baptiste de Durfort, III duca di Durfort         |  |  |       |  |  |                     |  |  |                               |  |
|                                        |                                       | Victoire Félicité de Durfort                           | Marie Angélique de Bournonville                       |  |  |       |  |  |                     |  |  |                               |  |
| Louise d'Aumont                        |                                       | Victoire Félicité de Durfort                           |                                                       |  |  |       |  |  |                     |  |  |                               |  |
|                                        |                                       | Emmanuel Félicité de Durfort, IV duca di Durfort       | Jean Baptiste de Durfort, III duca di Durfort         |  |  |       |  |  |                     |  |  |                               |  |
|                                        |                                       | Emmanuel Félicité de Durfort, IV duca di Durfort       | Jean Baptiste de Durfort, III duca di Durfort         |  |  |       |  |  |                     |  |  |                               |  |
|                                        |                                       | Emmanuel Félicité de Durfort, IV duca di Durfort       | Marie Angélique de Bournonville                       |  |  |       |  |  |                     |  |  |                               |  |
| Louise Jeanne de Durfort               |                                       | Emmanuel Félicité de Durfort, IV duca di Durfort       |                                                       |  |  |       |  |  |                     |  |  |                               |  |
|                                        |                                       | Charlotte Antoinette de La Porte Mazarin               | Guy Jules de La Porte Mazarin, duca di Mazzarino      |  |  |       |  |  |                     |  |  |                               |  |
|                                        |                                       | Charlotte Antoinette de La Porte Mazarin               | Guy Jules de La Porte Mazarin, duca di Mazzarino      |  |  |       |  |  |                     |  |  |                               |  |
|                                        |                                       | Charlotte Antoinette de La Porte Mazarin               | Louise Françoise de Rohan                             |  |  |       |  |  |                     |  |  |                               |  |
|                                        |                                       | Charlotte Antoinette de La Porte Mazarin               |                                                       |  |  |       |  |  |                     |  |  |                               |  |